# Velika nagrada Cremone
Velika nagrada Cremone (italijansko Gran Premio di Cremona) je bila avtomobilistična dirka, ki je med letoma 1923 in 1929 potekala v italijanskem mestu Cremona. Med dirkači je najuspešnejši Antonio Ascari z dvema zmagama, med moštvi pa Alfa Romeo s tremi zmagami.

## Zmagovalci
| Leto | Zmagovalec          | Moštvo     | Dirkališče | Poročilo |
| ---- | ------------------- | ---------- | ---------- | -------- |
| 1929 | Gastone Brilli-Peri | Alfa Romeo | Cremona    | Poročilo |
| 1928 | Luigi Arcangeli     | Talbot     | Cremona    | Poročilo |
| 1924 | Antonio Ascari      | Alfa Romeo | Cremona    | Poročilo |
| 1923 | Antonio Ascari      | Alfa Romeo | Cremona    | Poročilo |